# Ícolo e Bengo
Ícolo e bengo est une municipalité de l'Angola, à l'est de la province de Luanda.
Cette municipalité est le lieu qui a été retenu pour l'Aéroport international d'Angola, en cours de construction et qui devrait ouvrir en 2017.